# Llers
Llers ist eine katalanische Gemeinde in der Provinz Girona im Nordosten Spaniens. Sie liegt etwa 6 Kilometer nordwestlich von Figueres, dem Hauptort der Comarca Alt Empordà.
Trotz den nur knapp über 1000 Einwohnern war die Gegend um Llers im Mittelalter eine der wohlhabendsten in Katalonien mit allein elf Burgen auf einer Fläche von rund 30 Hektar. Heute ist Llers vor allem eine Schlafstadt für Figueres.
In Llers sitzt seit 2003 die TP Ferro Concesionaria, S.A., kurz TP Ferro, Errichterin und Betreiberin der LGV Perpignan–Figueres, der Hochgeschwindigkeitsbahnstrecke durch die Pyrenäen.